# Даррус (Тегеран)
Даррус (перс. دروس‎) — район в северной части Тегерана Шемиране, считающийся самым процветающим в городе в силу проживания на его территории самых зажиточных семей города, ведущих активную светскую жизнь.
К началу 1950-х годов крупнейшим землевладельцем Дарруса был известный аристократ Мехти Кули-хан Хедаят, находившийся на пике своего могущества в последние годы Каджаров. Он владел роскошными садами и усадьбами. Занимая после Конституционной революции 1905—1911 годов такие высокие государственные должности, как губернатор Фарса и Азербайджана, он также в 1927—1933 годах состоял премьер-министром Ирана при Резе Пехлеви. После себя Хедаят оставил мечеть, больницу и школу, впоследствии названные в его честь и находящиеся на одноимённой улице.
В Даррусе расположены посольства таких иностранных государств, как Испания, Венгрия, Португалия, Колумбия, Аргентина и Казахстан. К тому же в районе действуют специализированные учреждения ООН.
В число известных жителей входят председатель Исламского консультативного совета Голям-Али Хаддад Адель, культовая фигура иранской оппозиции Ферейдун Фаррохзад и его родная сестра поэтесса Форуг, мэр Тегерана Мохаммад-Багер Галибаф, фотограф-документалист Кавех Голестан и его сестра переводчица Лили, премьер-министр Ирана в 1965—1977 годах Амир Аббас Ховейда, британский дипломат Хорас Филлипс и бизнесмен Феликс Келлер.